# Scared to Live
"Scared to Live" é uma canção do cantor canadense The Weeknd contida em seu quarto álbum de estúdio, After Hours (2020. canção estreou em 8 de março de 2020, durante uma apresentação no programa SNL feita por Tesfaye e Oneohtrix Point Never. The Weeknd escreveu e produziu a canção com seus produtores Max Martin e Oscar Holter, com Belly, Oneohtrix Point Never, Elton John e Bernard Taupin recebendo créditos adicionais de composição, com os dois últimos sendo creditados devido à faixa conter interpolação de "Your Song", de Elton John. A versão ao vivo da canção, apresentada no SNL, foi incluída na edição deluxe de seu álbum em 23 de março de 2020.

## Antecedentes e lançamento
No início de fevereiro de 2020, o programa SNL confirmou que iria receber o The Weeknd como convidado musical em 7 de março de 2020. Então, na data mencionada, Tesfaye apresentou o quadro cômico "On the Couch", com os comediantes Kenan Thompson e Chris Redd, e duas canções de seu álbum After Hours: o single "Blinding Lights", e a inédita "Scared to Live", com Oneohtrix Point Never. A versão em estúdio da canção foi lançada em 20 de março de 2020, juntamente com o seu álbum.

## Letra
A letra da canção faz referência ao relacionamento intermitente que Tesfaye tem com a modelo Bella Hadid. Na faixa, The Weeknd canta para sua parceira que eles não devem ter medo de deixar o passado para trás e encontrar amor novamente, com ele também mencionando que ainda anseia pela conexão que eles uma vez tiveram.

## Recepção crítica
A canção foi apontada como um destaque do álbum pelos críticos, com a natureza minimalista da balada, a letra sincera e os vocais de Tesfaye sendo particularmente elogiados. Os jornalistas também observaram a letra da faixa como sendo mais madura do que os esforços anteriores de The Weeknd, com outros notando o som da canção como uma reminiscência de baladas cantadas por Phil Collins no passado.

## Desempenho nas tabelas musicas
| Tabela musical (2020)                              | Melhor posição |
| -------------------------------------------------- | -------------- |
| República Tcheca (Singles Digitál Top 100)         | 47             |
| França (SNEP)                                      | 56             |
| Itália (FIMI)                                      | 64             |
| Nova Zelândia Hot Singles (RMNZ)                   | 3              |
| Noruega (VG-lista)                                 | 33             |
| Eslováquia (IFPI)                                  | 23             |
| Suécia (Sverigetopplistan)                         | 34             |
| Reino Unido UK Streaming (Official Charts Company) | 40             |
| Estados Unidos (Billboard Hot 100)                 | 24             |